# Koldinghus

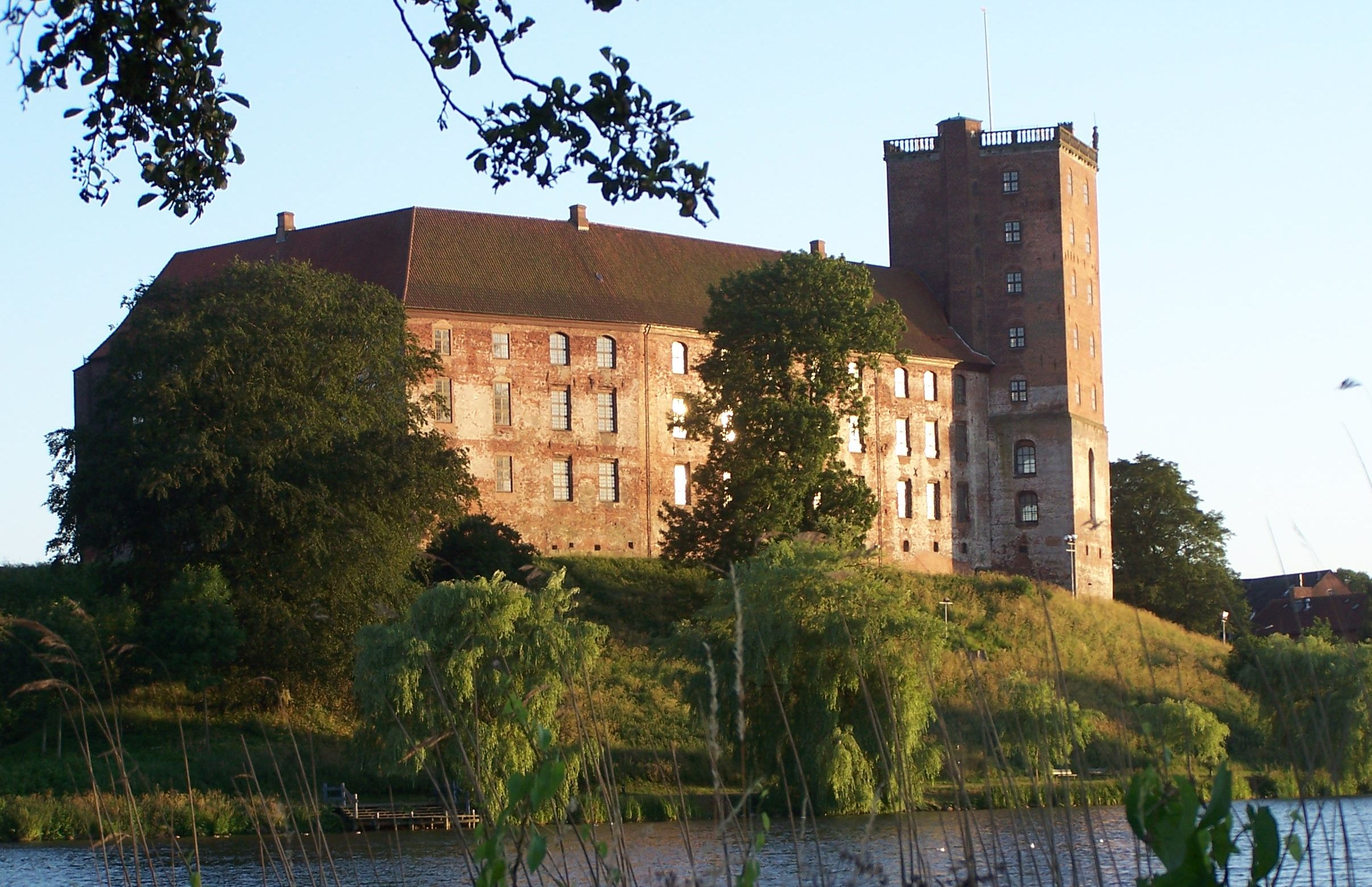
Koldinghus vanuit het noorden

Koldinghus is een Deens koninklijk kasteel in de stad Kolding, gelegen op het zuidelijk midden van het schiereiland Jutland. Het kasteel is gesticht in de 13e eeuw en is sindsdien, met diverse uitbreidingen en aanpassingen, in gebruik geweest als fort, koninklijke residentie, en museum, en is daarnaast de locatie geweest voor talloze krijgsoverleggen en vredesonderhandelingen.
Het kasteel is in 1268 gesticht door Christoffel De Eerste, maar de vroegste delen van het kasteel zijn verloren gegaan. Het oudste (gebouw)deel van het kasteel is de noordgevel van het kasteel, uitkijkend over het naastgelegen meer; deze gevel is gebouwd in de tijd van koning Christoffel de Derde (1441–1448). De westelijke vleugel is later bijgebouwd ten tijde van Christiaan de Eerste (1448-1481); de zuidelijke zijde is verder uitgebouwd onder Christiaan de Derde, die ook de kleine torens op de binnenplaats liet bouwen.
Tegenwoordig fungeert het kasteel als museum met verschillende vaste collecties (waaronder een meubelcollectie (vanaf de 16e eeuw tot modern), Romeinse en gotische (kerkelijke) architectuur, antieke Deense schilderkunst, handwerk in zilver en keramiek), en thematische wisseltentoonstellingen.

## Oorsprong
In het midden van de 13e eeuw was Denemarken verwikkeld geraakt in een burgeroorlog tussen de koning, Erik de Vierde, en zijn broers Abel en Christoffel. Hoewel er een wapenstilstand gesloten werd, volgde in 1250 een geslaagde moordaanslag op Erik, en volgde Abel van Denemarken zijn uit de weg geruimde oudere broer op. Abel riep zijn zoon Waldemar terug uit Parijs, waar hij studeerde, om de kroning bij te kunnen wonen. Tijdens de thuisreis werd Waldemar echter gevangengenomen door Koenraad van Hochstaden, de aartsbisschop van Keulen, die een losgeld op zijn hoofd zette. Abel had niet de financiën om zijn zoon vrij te kopen, en omdat het Deense volk meende dat dit een familiekwestie was --Waldemar was immers 'slechts' de erfelijke troonopvolger en niet de koning-- was er geen animo om de benodigde fondsen bij elkaar te sprokkelen.
Op 29 juni 1252 kwam Abel om het leven in een veldslag met de Friezen in het huidige Sleeswijk-Holstein. De erfopvolger, Waldemar, zat op dat moment nog steeds in gevangenschap in Keulen en was derhalve niet beschikbaar. De keuze viel daarom op Abel's broer, Christoffel. Een ruim jaar later (in 1253) had de koninklijke familie dan eindelijk voldoende fondsen vergaard om Waldemar vrij te kopen. Waldemar betwistte bij zijn terugkeer in Denemarken onmiddellijk de troon, maar vond te weinig steun en moest daarom genoegen nemen met het Hertogdom Sleeswijk. Hij bleef echter verwoede pogingen ondernemen om 'zijn rechtmatig koningschap te heroveren', en de daaruit voortvloeiende oorlogen noopten de Deense koningen om de zuidelijke grenzen veilig te stellen middels het bouwen van een fort aldaar.
Na het overlijden van Christoffel de Eerste in 1259 werd zijn zoon Erik tot koning gekozen. De nieuwe koning was op dat moment slechts tien jaar oud; zijn moeder, Margaret Sambiria van Pommeren (-1282) werd zijn regentes. Erik moest weerstand zien te bieden aan de troonsaanspraken van Abel's zonen, en in die context werd het afschermen van de zuidelijke grenzen nog belangrijker. Aan de grens tussen het koninkrijk Denemarken en het hertogdom Sleeswijk lagen in die tijd twee stadjes: Kolding en Ribe. Kolding was strategisch gezien beter gelegen, en had een heuvel in het stadscentrum die zich leende voor de bouw van een kasteel. Men groef een ringgracht en trok een palissademuur op: de aanzet van het latere Koldinghus.

## Uitbreiding

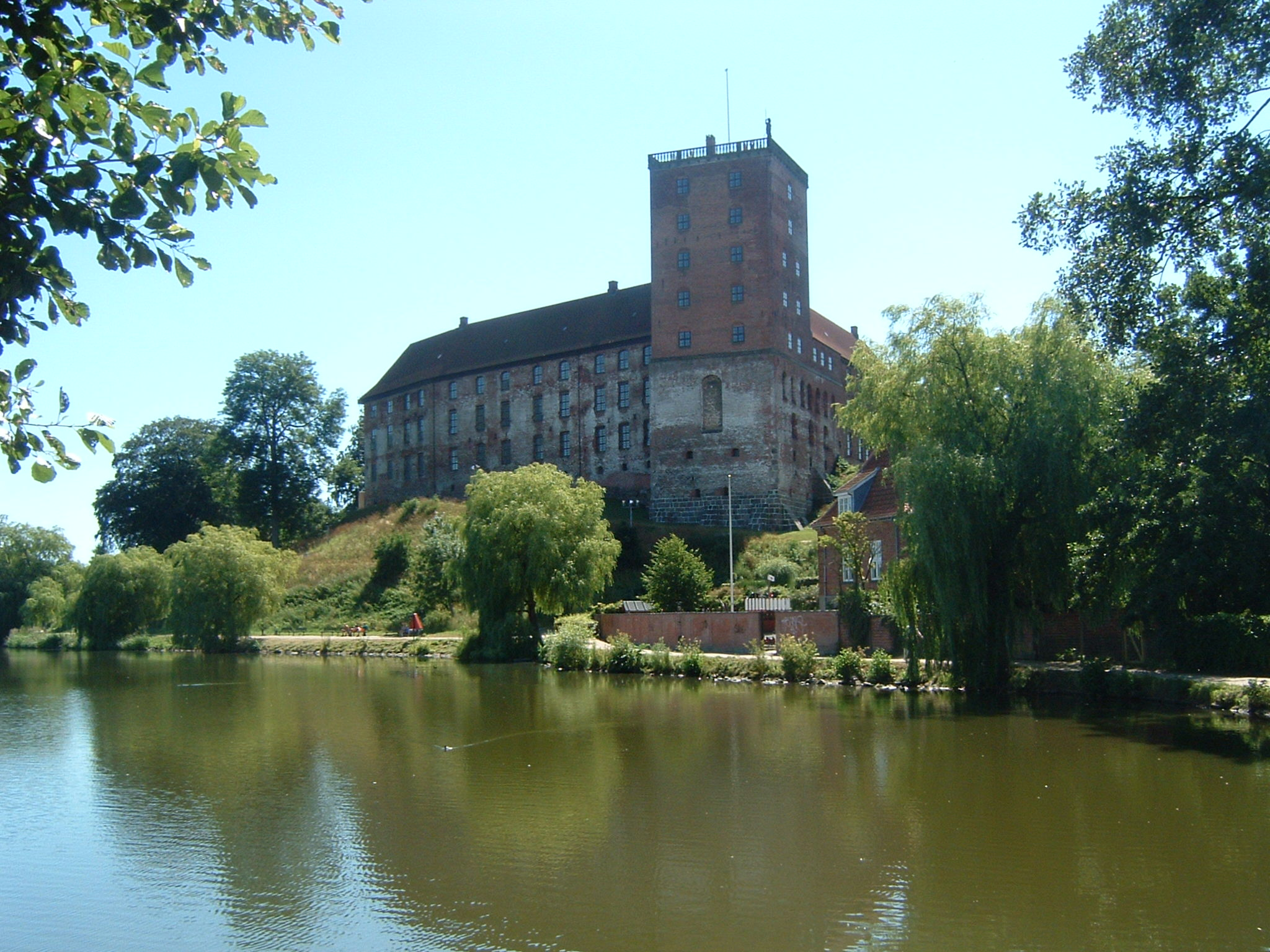
Het Koldinghus gezien vanaf de zuidzijde, over het Slotssøen

In de loop van de 16e eeuw verloren kastelen, voorheen lastig klein te krijgen door hun dikke muren, geleidelijk hun strategische waarde door de opkomst van zware artillerie (zoals het kanon). Het Koldinghus werd daarom onder Christiaan de Derde omgebouwd tot koninklijke residentie onder toevoeging van enkele gebouwen op de binnenplaats. Het was geliefd als verblijfplaats --kroonprins Frederik (de latere Frederik II) bracht er zijn jeugd door-- en de koning hield er graag zijn audiënties. In januari van het jaar 1559 overleed hij ook op het Koldinghus.
Vanaf 1558, onder Christiaan de Vierde, werd het Koldinghus verder uitgebreid, onder andere met de "Reuzentoren", zo genoemd vanwege de erop afgebeelde Grieks-mythologische figuren (Hannibal, Hektor, Scipio and Herakles). Tegenwoordig is alleen nog het beeld van Herakles over, daar de beelden van Hannibal en Hektor verwoest zijn in de brand van 1808 en het beeld van Scipio door een zware storm in 1854 naar beneden stortte.
Kopenhagen won in de loop van de eeuwen aan belang en werd het politieke machtscentrum, waardoor de verder verwijderd liggende koninklijke residenties steeds minder gebruikt werden. Onder Frederik de Vierde werden vrijwel alle delen van de ringmuur verwijderd, en kreeg het Koldinghus het huidige uiterlijk.

## Brand
Tijdens de Napoleontische Oorlogen koos Denemarken de zijde van Spanje en Frankrijk tegen onder meer Zweden en Engeland. Dertigduizend Franse en Spaanse soldaten werden in Denemarken gelegerd om Skåneland te heroveren, een gebied dat 150 jaar daarvoor door Zweden was ingenomen. De Spaanse soldaten kwamen in 1808 aan in Denemarken en werden onder aanvoering van hun Franse bevelhebber en latere koning van Zweden en Noorwegen, Jean-Baptiste Bernadotte, ingekwartierd in het Koldinghus. Het koude Scandinavische klimaat zorgde ervoor dat de aan meer warmte gewende soldaten vaak om de haarden te vinden waren, en zelfs het meubilair werd in brand gestoken om voor meer warmte te zorgen. Dit kan, in combinatie met de aanwezigheid van (te) veel personen op het kasteel, bijgedragen hebben aan het ontstaan van de brand op 29 of 30 maart 1808.
Het brandgevaar was reeds onderkend, en gedurende de nachten patrouilleerden er dan ook brandwachten op het kasteel. Eén brandwacht was echter ziek geworden en had zijn absentie niet doorgegeven; een andere brandwacht was gedurende een aantal uren ongeoorloofd van zijn post gegaan. Toen het vuur eenmaal ontdekt werd, was het veel te laat om de hoofdgebouwen te redden van de vlammenzee, en alleen de Reuzentoren bleef ongeschonden. De Spaanse soldaten zagen het wegvallen van hun winterkwartier en het dus door moeten brengen van de harde Deense wintermaanden met lede ogen aan, en deserteerden tot overmaat van ramp.
Op 29 maart 2008, exact 200 jaar na dato, is de brand nagespeeld met licht- en geluidseffecten en rook.

## Wederopbouw/restauratie
De Napoleontische Oorlogen verliepen niet goed voor het Deense koninkrijk, en de bodem van de schatkist bleef lange tijd in zicht. Het bleef gedurende enkele tientallen jaren in vervallen staat en werd een populair dagtochtje; onder de bezoekers bevindt zich Hans Christian Andersen. Restauratie werd uiteindelijk toch ingezet en in 1991 voltooid. De restauratie heeft het kasteel wel in vorm hersteld, maar niet in uiterlijk: aan de buitenkant zijn verdwenen stenen muren vervangen door houten bekleding.

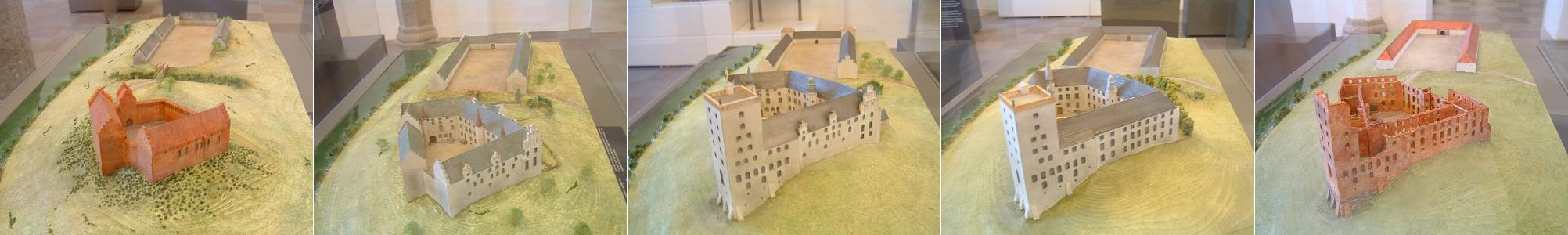
Koldinghus door de eeuwen heen
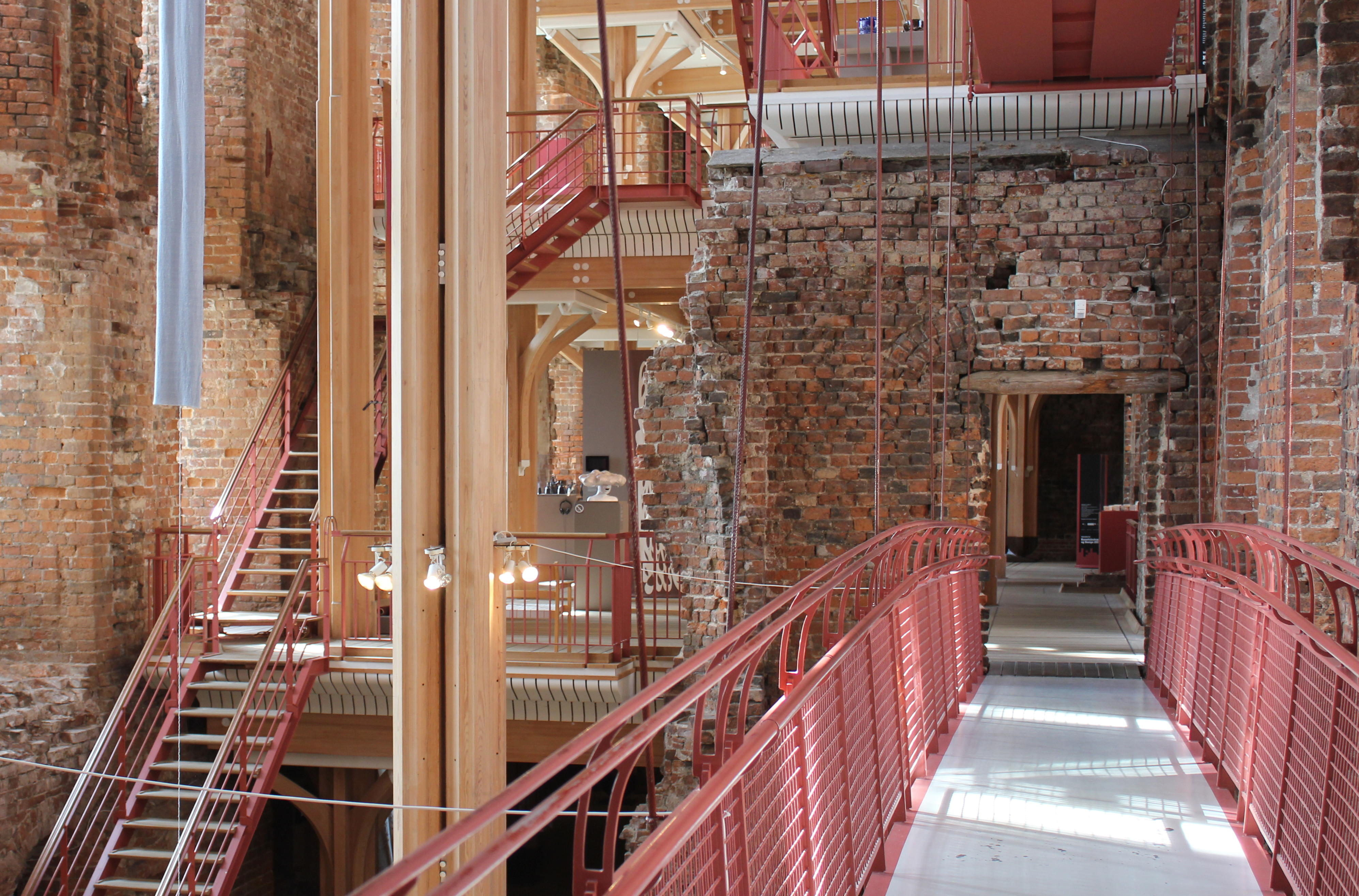
Gerestaureerd binnenwerk en aankleding
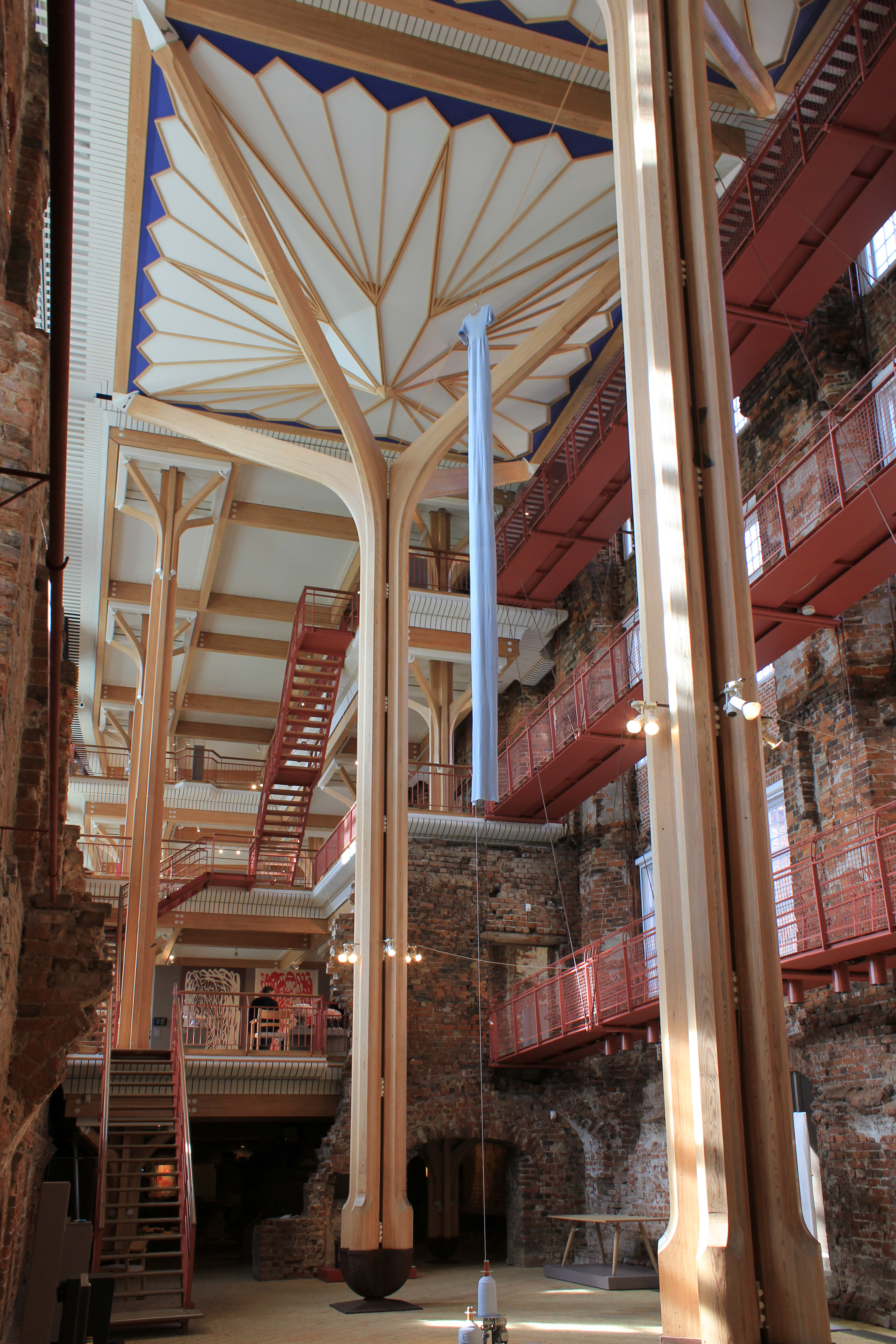
Nieuwe houten pilaren
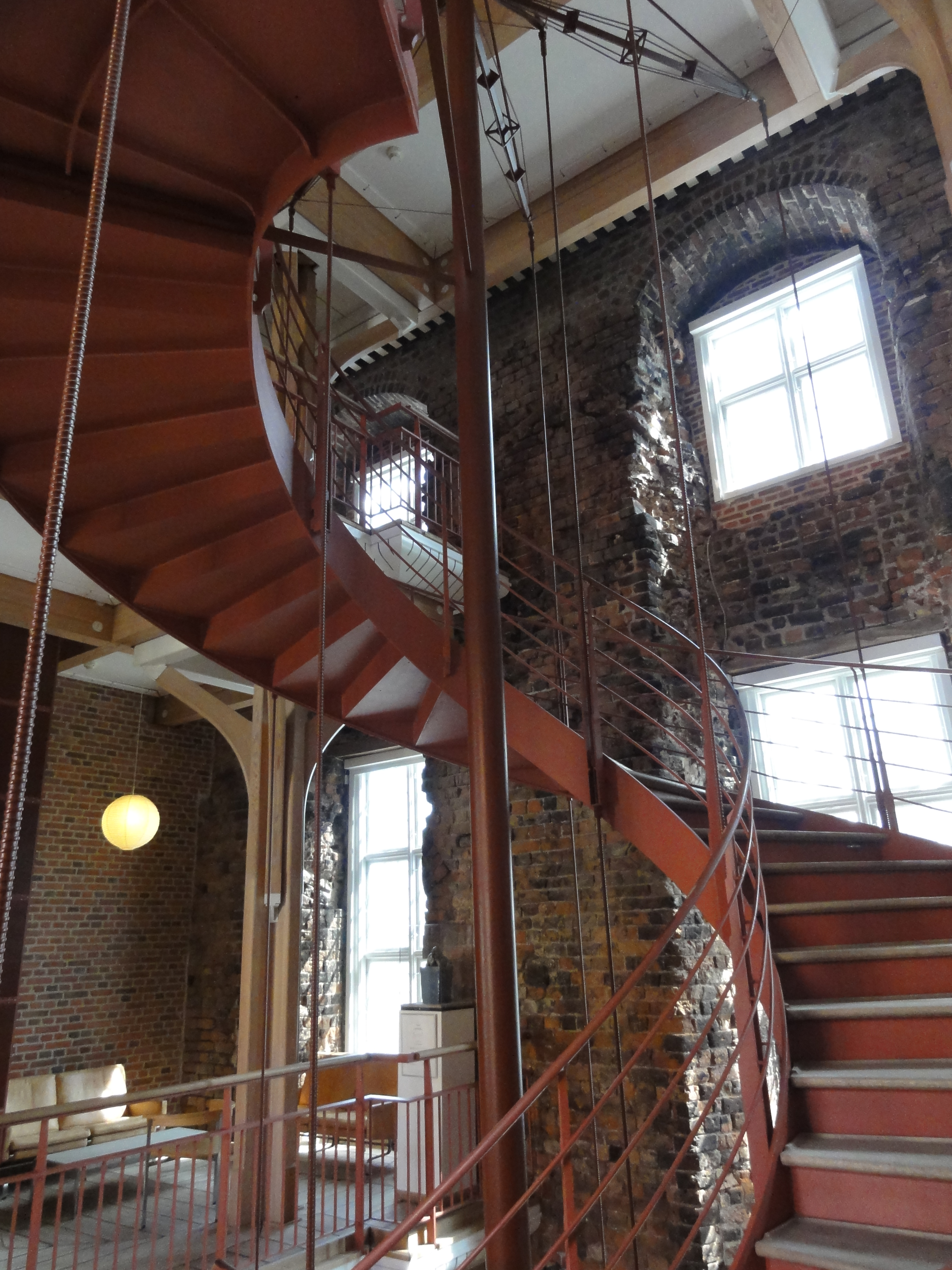
Nieuwe trappen
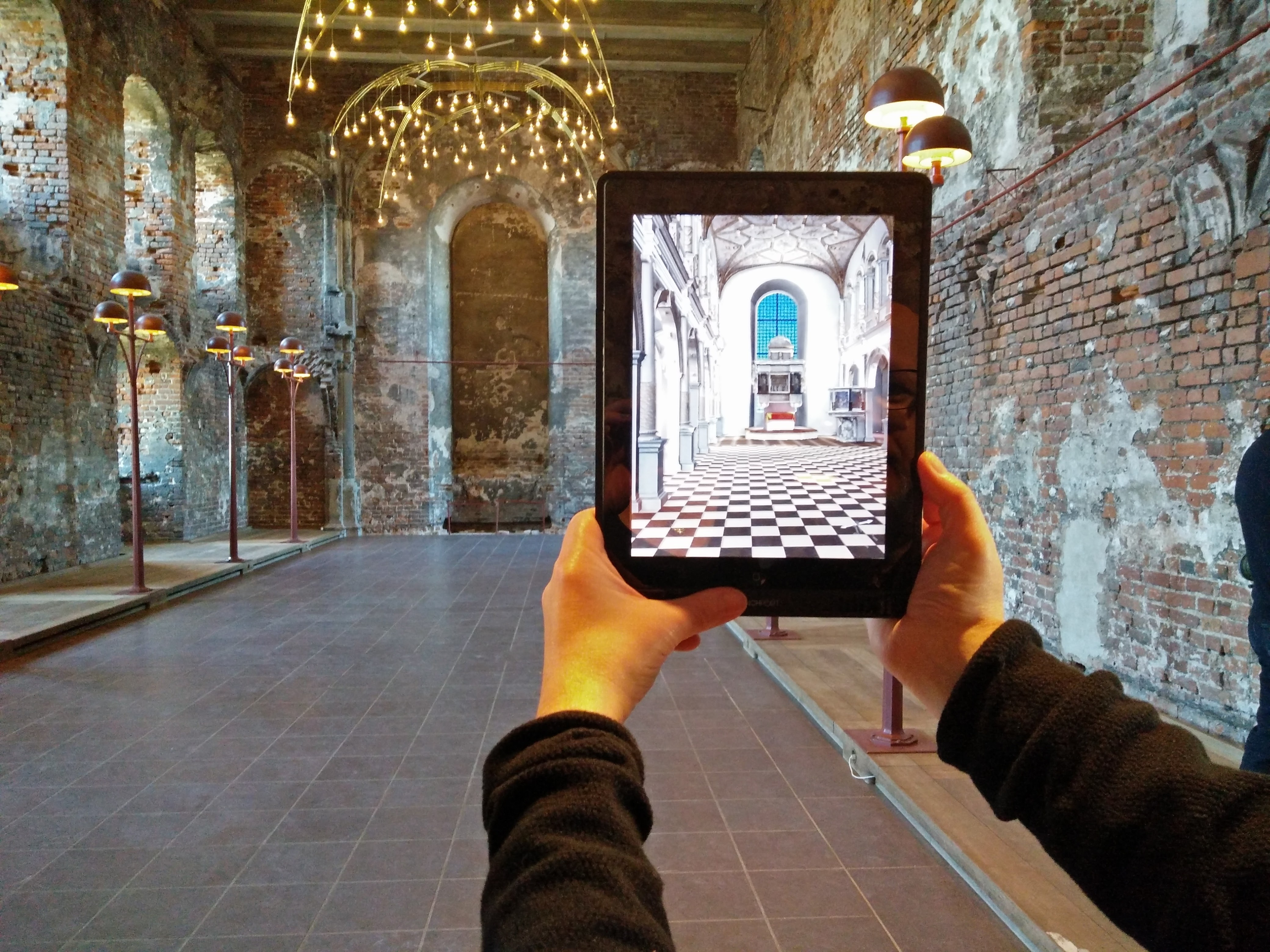
De kapel in augmented reality

## Tentoonstellingen en evenementen
In december 2009 hield het museum, in samenwerking met de Kolding Design School en het kunstmuseum Trapholt, de tentoonstelling "e-Collection". De tentoonstelling werd geopend door kroonprins Frederik en bevatte onder meer innovatieve motorfietsen, juwelen en andere ecologisch verantwoorde voorwerpen.